# 100 дівчат і одна в ліфті
«100 дівча́т і одна́ в лі́фті» (англ. 100 Girls) — молодіжна комедія. Фільм дозволений для показу глядачам, старшим за 16 років.

## Сюжет
Першокурсник Метью опинився в ліфті з дівчиною. Раптово згасло світло, але молоді люди примудрились зайнятися сексом навіть в темряві. І як сказав герой, «наші губи сплелися, руки стали нашими очима». Зранку, коли з'явилося світло, незнайомки не було. Лише білосніжні трусики залишились у хлопця як пам'ять про чудову ніч в ліфті. І він, подібно принцу з «Попелюшки», шукає свою обраницю в жіночому гуртожитку, приміряючись до спідньої білизни його мешканок.

## В ролях
| Актор           | Роль      |
| --------------- | --------- |
| Джонатан Такер  | Меттью    |
| Еммануель Шрікі | Петті     |
| Джеймс ДіБелло  | Род       |
| Кетрін Гейґл    | Арлін     |
| Лариса Олійник  | Венді     |
| Джеймі Пресслі  | Синтія    |
| Марісса Рібізі  | Дора      |
| Джонні Грін     | Крік      |
| Аймі Грехэм     | Міс Стерн |
| Ендж Біллман    | Дана      |
| Крістіна Анапау | Саша      |
| Рейнбо Марс     | Маурін    |
| Крістін Хероль  | Барбара   |
| Аня Маріна      | Ронда     |

## Сприйняття
На сайті Rotten Tomatoes фільм має рейтинг «свіжості» 60% на основі 5 відгуків професійних критиків.

## Нагороди
- 2000 — приз «Прем'єра на DVD»

## Зовнішні посилання
- 100 дівчат і одна в ліфті на сайті IMDb (англ.)